# Principe de légalité en droit administratif français
Pour un article plus général, voir Principe de légalité en droit administratif.
Ne doit pas être confondu avec Principe de légalité en droit pénal.
Dans un régime d'État de droit, l'État est soumis au droit. Plus particulièrement, le pouvoir exécutif n'est pas entièrement maître de son action : il est au contraire subordonné à des règles de droit, qui déterminent les modalités de cette action ou des contestations que les administrés peuvent opposer à cette action. Une telle subordination constitue, en droit administratif français, le principe de légalité. Elle ne s’est pas imposée sans difficulté ; historiquement, l’État a manifesté une réticence à être soumis au droit et plus encore au contrôle d’un juge. Encore aujourd'hui, il existe des espaces de « non-droit » où l’administration n’est soumise qu’imparfaitement au droit : c’est le cas, en droit administratif français, des actes de gouvernement, qui ne peuvent être soumis au juge administratif, ou des mesures d’ordre intérieur.

## Historique

### Théorie du droit naturel
La théorie du droit naturel soutient qu’il existe des droits essentiels qui préexistent à la raison humaine ou procèdent des mêmes sources qu'elle et que l'homme ne peut donc modifier, pouvant seulement les découvrir puis les énoncer ou améliorer leur énonciation. Cette thèse a été reprise par les défenseurs des droits de l’homme pour affirmer que ces derniers étaient, précisément, des droits naturels et ne pouvaient donc être remis en cause par l'État, s'imposant au contraire à lui en toute circonstance.

### Passage de l’État despotique à l'État de droit
Pour Léon Duguit, le passage d'un État despotique à un État de droit s'explique par la découverte et la mise en œuvre de la théorie du droit naturel, venant imposer des règles de droit à l'État qui jusqu'à présent en fixait pour autrui sans devoir en suivre lui-même. Une telle transition ne peut advenir que dans un certain contexte économique et social le développement d'une démocratie politique, qui soumet l’administration et les autorités nationales à la « conscience sociale » (que l'on pourrait appeler aujourd'hui opinion publique). Cette conscience s'incarne dans la loi : elle est donc, initialement, légicentriste.

### Du légicentrisme au constitutionnalisme
Au cours du XXe siècle, les sources du droit administratif sont devenues plus nombreuses, particulièrement en Europe. Jusqu'à la Seconde Guerre mondiale, les systèmes juridiques européens continentaux s'inspiraient le plus souvent de la doctrine du légicentrisme ; par la suite, ils ont adopté celle du constitutionnalisme qui prévoit le respect effectif, c'est-à-dire juridictionnalisé, d'une constitution.
Simultanément, la coopération juridique internationale s'est développée, notamment par le moyen des traités internationaux ; en particulier, l'intégration régionale européenne est venue obliger l'administration française au respect du droit européen. Ainsi, alors que, dans les années 1920, la source exclusive du droit administratif français était la loi, le droit international, voire européen ou communautaire s'impose désormais de plus en plus à l'administration comme au juge administratif.
Face à cette prolifération des sources du droit, une partie de la doctrine ne parle plus de « principe de légalité » mais de principe de juridicité de l'action administrative : la loi stricto sensu (c'est-à-dire la norme juridique adoptée par le Parlement national) n'est plus la source exclusive du droit administratif, qui intègre désormais l'ensemble des normes juridiques applicables en vertu de la Constitution - à commencer par la Constitution elle-même. L'administration est soumise à la règle de droit, qu'elle soit internationale, européenne ou nationale. Cependant, l'expression de « principe de légalité » reste la plus utilisée, bien qu'amenée à être littéralement inexacte dans certains systèmes juridiques (dont le système français).

## Principe de soumission de l'administration à la règle de droit

### Miracle de la soumission de l'administration à la règle de droit
La soumission de l'administration - c'est-à-dire de l'État - à la règle de droit relève du « miracle », selon Prosper Weil. En effet, qu'est-ce qui pourrait soumettre l'administration à l'autorité de la loi, alors qu'elle-même est détentrice de la puissance publique qui lui permet de soumettre les administrés ? On ne saurait retourner cette puissance, ce Léviathan juridique, contre son détenteur : qu'est-ce qui peut alors fonder la soumission de l'administration à une règle de droit, supposant une autorité pour en sanctionner la violation ?

### Distinction entre États de police, légal et de droit
La doctrine allemande a développé la distinction entre État de police, État légal et État de droit :
- l’État de police est affranchi d’une obligation de respecter le droit : c’est un système dans lequel l’administration peut appliquer, de manière discrétionnaire, toutes les mesures qu’elle juge utile (ce qui la rapproche d'un gouvernement arbitraire ou despotique car, s'il existe encore une règle de droit, l’État peut changer cette règle à sa guise) ;
- l’État légal implique la primauté de la norme ;
- l’État de droit, dans ses relations avec les administrés, se soumet au droit : au cœur de la relation entre administration et administrés, il y a le principe que ses différents organes ne peuvent agir qu’en vertu d’une habilitation juridique spéciale ; elle ne peut faire usage de la force publique que dans les cas prévus par la règle de droit ; la puissance se transforme ainsi en compétence instituée et encadrée par le droit.

### Caractéristiques de l'état de droit

#### Juridicisation des rapports entre l’administration et les administrés
Les administrés doivent avoir les moyens juridiques de forcer les autorités à respecter les règles de droit : l’État doit permettre de recourir à un juge indépendant pour faire sanctionner ses propres abus.

#### Extranéité des règles applicables à l’administration
Les règles appliquées à l’administration ne doivent pas avoir pour seule source l’administration. Il faut qu’elles émanent d’autorités extérieures : le Parlement, les traités internationaux, les juridictions...

## Sources de la légalité administrative
Les sources de la légalité administrative sont les normes que le juge utilise pour contrôler les actes administratifs : elles sont écrites ou non écrites.

### Sources écrites
Les sources écrites sont nationales, internationales ou, dans le cas particulier du droit communautaire, mixtes.

#### Sources écrites nationales
Les sources écrites nationales sont la Constitution, la loi stricto sensu ou le règlement.

##### Constitution
Le juge administratif contrôle le respect par l'administration de la Constitution stricto sensu mais aussi des autres normes du bloc de constitutionnalité, reconnues par quatre arrêts du Conseil d'État : l'arrêt Condamine, pour la Déclaration des droits de l'homme et du citoyen ; l'arrêt Haute-Cour de la République de Nouvelle-Calédonie, pour les principes fondamentaux reconnus par les lois de la République (PFRLR) ; l'arrêt Dehaene, pour le préambule de la Constitution de 1946 ; l'arrêt Société Eky, pour le préambule de la Constitution de 1958.
Cependant, suivant la théorie de l’écran législatif, le Conseil d’État refuse de sanctionner un acte administratif contraire à la Constitution mais conforme à une loi car il estime que celle-ci fait écran et que cela remettrait en cause le principe de séparation des pouvoirs (arrêt Arrighi du 6 novembre 1936).

##### Loi
Historiquement, en vertu du principe de légalité stricto sensu, les actes administratifs devaient respecter la loi : cette obligation s'est étendue à d'autres normes juridiques, hiérarchiquement organisées. L'ensemble de ces normes est généralement qualifié de loi au sens large du terme ou lato sensu.

##### Règlement
Dans l'ordre juridique interne, régi sur ce point par l'article 34 de la Constitution, les règlements (adoptés par le Gouvernement) sont inférieurs aux lois (adoptées par le Parlement). Cependant, il faut distinguer les règlements autonomes des règlements d'exécution :
- Les premiers sont adoptés par le Gouvernement dans le cadre des compétences normatives qu'il tire directement de la Constitution : ils ne peuvent donc être contrôlés que par rapport aux normes supra-législatives (c'est-à-dire aux normes constitutionnelles et internationales) ; à cet égard, ils se situent au même niveau que les lois ;
- Les seconds peuvent au contraire être contrôlés par rapport à la loi dont ils mettent en œuvre l’application.

Par ailleurs, les actes administratifs réglementaires ont toujours une valeur supérieure à celle des actes administratifs individuels, quelle que soit l’autorité ayant pris l’acte (ainsi, l’acte réglementaire d’un préfet a une valeur supérieure à celle de l’acte individuel d’un ministre).

#### Sources écrites internationales
Les sources écrites internationales de la légalités administratives sont les déclarations et conventions ou traités internationaux.

##### Déclarations internationales
Les déclarations internationales n'ont pas d'effet contraignant : elles sont uniquement déclaratoires (Déclaration universelle des droits de l'homme, Charte des droits fondamentaux de l'Union européenne avant sa reprise par le Traité de Lisbonne en 2007...). Cependant, le juge administratif peut énoncer des principes généraux du droit qui s'inspirent de leurs stipulations.

##### Conventions ou traités internationaux (article 55 de la Constitution)

###### Traités et lois antérieures (arrêtDame Kirkwood, 1952)
Les conventions ou traités internationaux ont un effet contraignant qui pesait initialement sur le seul État signataire, c'est-à-dire sur les organes extérieurs de cet État (chefs d'État ou ambassadeurs, notamment) chargés d'assurer ses relations avec les autres États signataires. Cependant, diverses évolutions ont permis de diffuser l'effet contraignant des conventions ou traités internationaux vers les organes intérieurs de l'État puis vers ses administrés :
- tout d'abord, certains traités internationaux prévoient eux-mêmes qu'ils soient directement invocables par les justiciables des États signataires, devant la justice de ces États ou devant des instances internationales (par exemple, la Convention européenne des droits de l'homme organise le recours des justiciables devant la Cour européenne des droits de l'homme) ;
- ensuite, le juge administratif peut s'autoriser à appliquer spontanément certaines stipulations de ces traités, quand il estime qu'elles sont suffisamment claires et précises, alors même qu'elles n'auraient pas expressément été dotées d'un effet direct.

Ces évolutions se sont appuyées sur l’article 55 de la Constitution, qui donne aux traités une valeur supérieure à celles des lois (Conseil d'État, 30 mai 1952, Dame Kirkwood) : sur cette base, le juge administratif se déclare compétent pour apprécier la légalité d'un acte administratif au regard de la norme conventionnelle postérieure à une loi contraire.

###### Traités et lois postérieures (arrêtNicolo, 1989)
Cependant, lorsque c'est la loi contraire qui se trouve postérieure au traité, le juge administratif n'a admis que tardivement la supériorité du traité : alors que la Cour de cassation l’a admise dès 1975 (arrêt Jacques Vabre), le Conseil d’État ne l’a fait qu’en 1989 (l’arrêt Nicolo), suivant ainsi la jurisprudence de l'arrêt Costa c/ Enel de la CJCE en 1964 qui consacre le principe de primauté du droit communautaire sur les législations nationales.

###### Traités et Constitution (arrêtSarran, 1998)
Le Conseil d’État a affirmé avec l'arrêt Sarran, Levacher du 30 octobre 1998 que la Constitution prime sur les traités (il a été suivi par la Cour de cassation avec son arrêt Fraisse du 2 juin 2000).

###### Traités et interprétation (arrêtGISTI, 1990)
L’interprétation des traités revient au Conseil d’État depuis l'arrêt Gisti du 29 juin 1990 : il est donc mis fin à la précédente situation; condamnée par la CEDH, où l’interprétation en était faite par le Gouvernement. Pour les traités communautaires, cependant, le Conseil d’État doit demander l’interprétation à la CJUE par un renvoi préjudiciel : après avoir utilisé la théorie de l’acte clair pour s’y soustraire, il accepte ce renvoi préjudiciel en 1990, en conséquence de son revirement jurisprudentiel de l'arrêt Nicolo en 1989.

##### Traités et droit dérivé (arrêtBoisdet, 1990)
Le droit dérivé des traités est le droit édicté par les organes institués par ces traités. Il a, selon l’arrêt Boisdet du Conseil d’État (1990), la même valeur que les traités.

##### Traités et droit dérivé communautaires (arrêtDame Perreux, 2009)
La question est plus complexe pour le droit communautaire dérivé, divisé entre règlements, directives et décisions individuelles.
- Les règlements européens

Les règlements européens sont directement applicables en droit national et par le juge national.
- Les directives européennes (CJCE, arrêt Van Duyn, 1974)

En principe, les directives ne sont pas directement applicables et doivent être transposées par l'État membre. Cependant, leur effet direct, c'est-à-dire leur invocabilité devant le juge national, a longtemps divisé la CJUE et le Conseil d’État :
- selon la jurisprudence Van Duyn de la Cour de justice des Communautés européennes (1974) , les directives sont d’effet direct à partir du moment où elles sont inconditionnelles, et suffisamment claires et précises ;
- le Conseil d’État, conformément au Traité de Rome, refuse cet effet direct dans l’arrêt Cohn-Bendit de 1978 ;
- cependant, il va peu à peu assouplir sa jurisprudence sans revirer complètement, pour finalement admettre l’invocabilité des directives dans presque tous les cas, notamment en distinguant selon la nature de l’acte et par le biais de l’exception d’illégalité ;
- en 2009, avec l'arrêt Mme Perreux[3], le Conseil d'État accepte pour la première fois de réviser la jurisprudence Cohn-Bendit et admet l'invocabilité directe d'une directive pour un acte individuel (si bien qu'un alignement total existe entre les deux juridictions s'agissant de l'invocabilité des directives de l'Union européenne).

### Sources non écrites
Les sources non écrites de la légalité administrative sont la coutume, les principes généraux du droit ou les principes à valeur constitutionnelle.

#### Coutume
En ce qui concerne la coutume nationale, sa validité comme source de légalité administrative a été très discutée : De Laubadère l'admettait, Auby et Drago s'y refusaient. La question semble éteinte puisque l'essentiel de la coutume paraît repris par le droit positif (sauf peut-être en ce qui concerne les us et coutumes commerciaux).
En ce qui concerne la coutume internationale, elle peut être invoquée mais, selon l’arrêt Aquarone du C.E de 1997, sa valeur est inférieure à celle de la loi.

#### Principes généraux du droit (arrêtAramu, 1945)
Les principes généraux du droit français sont des normes énoncées par le Conseil d’État. Ils lui permettent de contrôler un acte qui n’est pas soumis sinon au respect de la loi (ordonnances, règlements autonomes). Le juge administratif leur a donné valeur supra-réglementaire et infra-législative par l'arrêt Aramu (C.E., Ass., 26 octobre 1945), qui les rend opposables à l'administration mais non au législateur. La doctrine est partagée à leur sujet.

#### Principes à valeur constitutionnelle
Le Conseil constitutionnel a dégagé de la Constitution ou du bloc de constitutionnalité certains principes à valeur constitutionnelle, au regard parfois des principes généraux du droit énoncés par le Conseil d'État, lequel a ensuite lui-même dégagé des principes à valeur constitutionnelle. Il s'agit notamment du principe de continuité du service public et du principe de sauvegarde de la dignité de la personne humaine. De façon complémentaire, le Conseil constitutionnel a énoncé des objectifs voire des exigences à valeur constitutionnelle, qui ont une valeur inférieure aux principes à valeur constitutionnelle mais permettent de limiter la portée d'autres normes constitutionnelles ; l'administration ne peut s'en prévaloir (CE, 2002, Association de réinsertion sociale du Limousin).

## Non-respect du principe de légalité
Le principe de légalité souffre deux exceptions en droit administratif français, conduisant le juge administratif à renoncer à exercer son contrôle de légalité. Ces deux types de mesures semblent cependant en voie de diminution, de par l'utilisation par le juge de la théorie de l'"acte détachable".

### Actes de gouvernement
La première concerne les actes de gouvernement.

### Mesures d'ordre intérieur (MOI)
La deuxième concerne les mesures d'ordre intérieur (MOI), souvent considérés par le juge comme n'étant pas assez importantes et ne modifiant pas l'ordonnancement juridique.